# José María Flores
Le général José María Flores (1818-1866) était capitaine de l'armée mexicaine et membre de la otra banda. De novembre 1846 à janvier 1847, il occupe le poste de gouverneur et commandant général pro tem de la Haute-Californie et défend la Californie contre les Américains pendant la guerre américano-mexicaine.

## Guerre américano-mexicaine
Le capitaine José María Flores arrive en Californie en 1842. Il est secrétaire du gouverneur Manuel Micheltorena et capitaine dans l'armée du commandant général José Castro. En août 1846, Castro envoie Flores transmettre un message à Stockton indiquant que Castro est prêt à accéder aux souhaits des États-Unis. Stockton ne reconnait pas l’autorité de Castro et la rejette. Castro, ne voyant aucune alternative, fuit la Californie. Le gouverneur Pío Pico suit peu de temps après. Flores et d'autres officiers militaires sont laissés à Los Angeles.
Stockton place le lieutenant Archibald H. Gillespie à la tête de Los Angeles. Gillespie exerce un contrôle tyrannique sur la population. Les Californios, contrariés par l'emprise de fer de Gillespie, rassemblent une force pour reprendre Los Angeles. Le capitaine José María Flores, l'un des officiers, est choisi pour agir comme commandant général . Le capitaine José Antonio Carrillo est nommé commandant en second, tandis que le capitaine Andrés Pico, en tant que commandant d'escuadrón, se classe troisième.

### Bataille de Chino
Les troupes de Flores étant plus nombreuses que celles de Gillespie, Flores exige que les Américains partent. En septembre 1846, Gillespie accepte de quitter Los Angeles. Il envoie chercher Benjamin Wilson dans la région de San Bernardino pour amener une force de sympathisants américains afin d'aider à sécuriser Los Angeles. José del Carmen Lugo  apprend que Wilson recherchait Lugo pour l'arrêter, rassemble une milice californienne et s'attaque à Wilson. Les deux forces se sont rencontrent à la bataille de Chino . Par la suite, Lugo fait quarante prisonniers et les livre à Flores. Flores demande alors à Lugo de s'associer à lui, mais celui-ci refuse. Flores veut envoyer les prisonniers à Mexico, mais de nombreuses personnes s'opposent à cette idée. Benjamin Wilson envoie un message à Gillespie lui demandant de quitter complètement la Californie. Le 4 octobre 1846, Gillespie quitte San Pedro. Quelques prisonniers chinois sont échangés contre des prisonniers californiens.
Flores commence à reconquérir la Californie. Il envoie Manuel Garfias  reprendre Santa Barbara. Garfias accomplit sa mission sans combattre. Manuel Castro est envoyé pour sécuriser le nord. Il occupe San Luis Obispo. Francisco Rico est envoyé au sud pour reprendre San Diego. Il n'y parvient pas car il est rappelé à Los Angeles. Rico envoie quelques Californios pour surveiller San Diego et tenir les Américains à distance.
Flores contrôle désormais la Californie, de San Luis Obispo à San Diego, mais son armée dispose de peu d'armes et de peu de munitions. Tous les habitants masculins du sud de la Californie sont invités à devenir soldats. Cependant, seulement 200 hommes environ sont maintenus en service actif.
Le 6 octobre 1846, 420 Américains, dont 203 Marines américains, dirigés par le capitaine William Mervine débarquent à San Pedro. Flores envoie José Antonio Carrillo avec cinquante lanciers californiens pour affronter les forces américaines qui avancent, tandis que les forces militaires régulières restantes restent pour sécuriser Los Angeles.

### Bataille de Dominguez Rancho
Le 7 octobre 1846, les forces américaines avancent vers les bâtiments en adobe espagnols du Rancho Dominguez . Flores et certaines de ses troupes rejoignent les forces de Carrillo, principalement des éleveurs de bétail californiens locaux, pour affronter les forces de Mervine. Le 8 octobre, ils vainquent les Marines au cours d'une bataille d'une heure, tuant quatre hommes sans subir de pertes, et repoussant les Américains vers la baie de San Pedro. Il s'agit de la bataille de Dominguez Rancho, et dans l'histoire, l'une des rares fois où les Marines américains sont vaincus au combat. Cette victoire marque également un tournant dans le contrôle du territoire par les Californios.

### Commandant général
Le 26 octobre 1846, Flores convoque l' Assemblée départementale de Californie en session et réorganise le reste du gouvernement californien. Le 1er novembre, Flores devient gouverneur et commandant général par intérim. Le 3 décembre, Francisco Rico et José Antonio Carrillo se révoltent contre Flores. Flores est arrêté pour son prétendu complot contre les prisonniers chinois et pour avoir prétendument volé des fonds de guerre. Flores décide de ne pas envoyer les prisonniers chinois à Mexico et aucune preuve n'est trouvée concernant les fonds manquants. Le 5 décembre, il est rétabli au pouvoir. Rico et Carrillo sont emprisonnés pour la révolte, mais libérés peu de temps après.

### Bataille de San Pasqual
Flores a besoin de l’aide du gouvernement national mexicain. Il envoie le capitaine Antonio Coronel et quelques hommes à Sonora pour obtenir des renforts. En route, les hommes apprennent l’avancée du général Stephen W. Kearny. Un messager est envoyé à Flores, qui envoie Andrés Pico à la rencontre des Américains. La bataille de San Pasqual suit bientôt.
Après la bataille victorieuse, Flores demande à Pico de retourner à Los Angeles, mais de laisser des hommes dans le sud pour surveiller les mouvements américains. Après la bataille, quelques Californios sont tués lors du massacre de Pauma . Flores envoie José del Carmen Lugo et sa milice à Temecula pour venger les meurtres ce qui engendre le massacre de Temecula.
Le 4 janvier 1847, Stockton et Kearny unissent leurs forces (au total 660 hommes) et marchent vers la région de Los Angeles. Au nord, John Charles Fremont avance avec 320 hommes vers le sud en direction de Los Angeles. Flores envoie des messagers demandant une trêve jusqu'à ce que Mexico annonce la fin de la guerre. C’est une tactique dilatoire et Stockton refuse. Il demande une reddition sans condition. Il a déclare que tous bénéficieront d'une amnistie, à l'exception de Flores, qui sera abattu ou fait prisonnier.

### Bataille de Rio San Gabriel
Le 8 janvier 1847, l'armée de Stockton rencontre les Californios de Flores à la bataille de Rio San Gabriel . Les Américains remportent une bataille acharnée et Flores regroupe ses troupes.

### Bataille de La Mesa

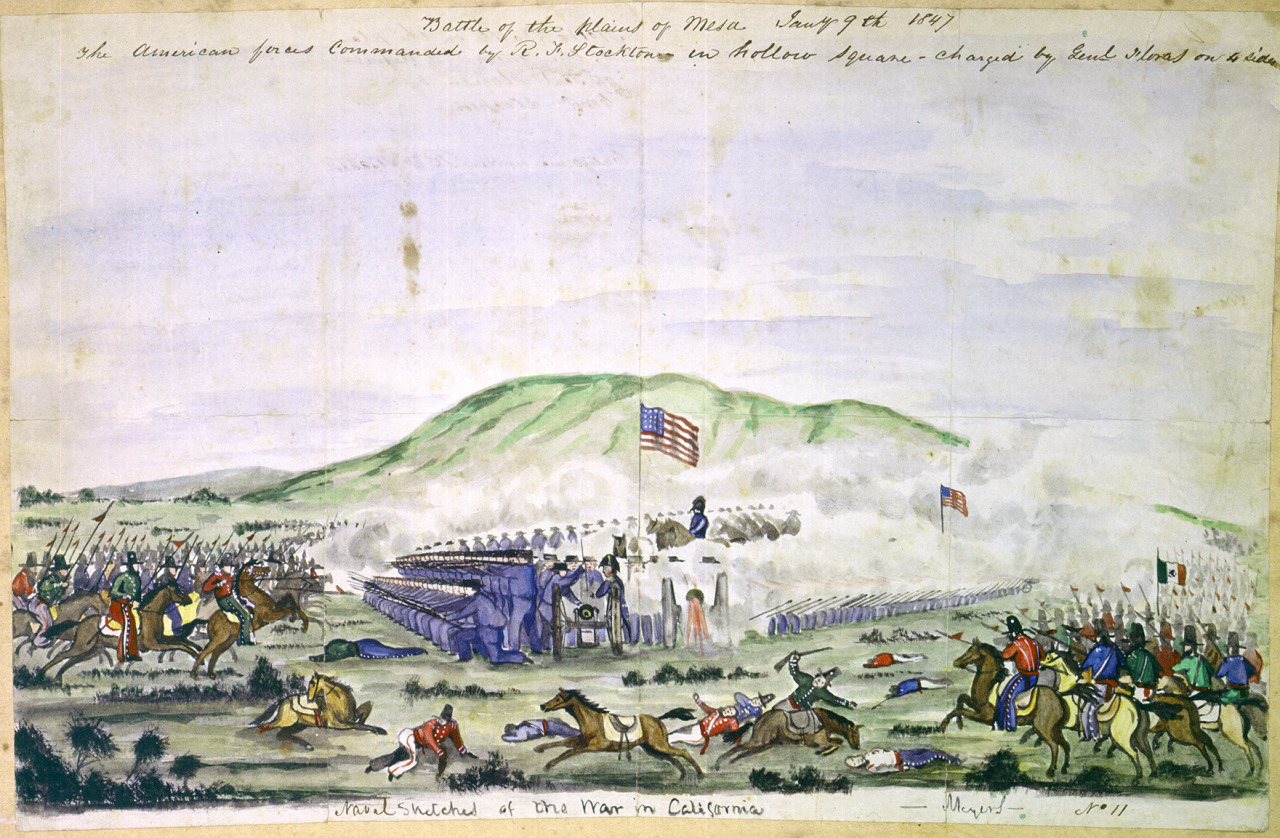
La bataille de La Mesa

Le 9 janvier 1847, les troupes de Flores rencontrent les forces de Stockton une dernière fois lors de la bataille de La Mesa. Le 12 janvier, les troupes de Flores hissent le drapeau blanc.
Le 10 janvier 1847, Flores quitte Los Angeles et séjourne à Los Verdugos. Il tient un dernier conseil, au cours duquel il décide de quitter la Californie. Il transfère le commandement à Andrés Pico et part cette nuit-là, le 11, pour Sonora. Avant de quitter Los Angeles, il libère tous les prisonniers.